# Cardiopatia congênita
Cardiopatia congénita (português europeu) ou cardiopatia congênita (português brasileiro) é um problema na estrutura do coração presente no nascimento. Os sinais e sintomas dependem do tipo específico de problema. Os sintomas podem variar entre nenhum ou sintomas que colocam a vida em risco. Quando se manifestam sintomas, podem incluir respiração acelerada, pele azulada, dificuldade em ganhar peso e fadiga. A condição não causa dor no peito. A maior parte dos problemas congénitos do coração não ocorrem a par de outras doenças. Entre as complicações possíveis está a insuficiência cardíaca.
A causa de um defeito congénito do coração é em muitos casos desconhecida. Alguns casos podem ter origem em infeções durante a gravidez como rubéola, o consumo de determinados medicamentos ou drogas como o álcool ou tabaco, o facto de os pais serem parentes próximos, ou má nutrição ou obesidade da mãe. Ter um parente com um defeito congénito do coração é também um fator de risco. Existem várias condições genéticas associadas a cardiopatias congénitas, inclindo síndrome de Down, síndrome de Turner e síndrome de Marfan. Os defeitos congénitos do coração dividem-se em dois grupos principais: cardiopatias cianóticas e acianóticas, dependendo se a criança tem ou não tendência para apresentar pele azulada. As cardiopatias podem afetar as paredes interiores do coração, as válvulas cardíacas ou os grandes vasos sanguíneos que têm origem e destino no coração.
As cardiopatias congénitas podem ser prevenidas em parte através da vacinação contra a rubéola, do consumo de sal iodado e do consumo de ácido fólico. Algumas cardiopatias não necessitam de tratamento. Outras podem ser tratadas de forma eficaz com procedimentos com catéteres ou cirurgia cardiovascular. Em alguns casos podem ser necessárias várias cirurgias. Em outros, podem ser necessários transplantes de coração. Com tratamento apropriado, o prognóstico é geralmente bom, mesmo dos problemas mais complexos.
As cardiopatias congénitas são as doenças congénitas mais comuns. Em 2013 ocorreram 34,3 milhões de casos em todo o mundo. Afetam entre 4 e 75 nados-vivos por cada 1000 nascimentos, dependendo do critério de diagnóstico. Apenas entre 6 a 19 por cada 1000 é que causam problemas de grau moderado a grave. As cardiopatias congénitas são a principal causa de morte relacionada com doenças congénitas. Em 2013 foram responsáveis por 323 000 mortes, uma diminuição em relação às 366 000 em 1990.